# Зустріч в ущелині смерті
«Зустріч в ущелині смерті» — радянський художній фільм 1979 року, знятий режисером Тахіром Сабіровим на кіностудії «Таджикфільм».

## Сюжет
Дія фільму відбувається у роки громадянської війни. Червона Армія за підтримки народу веде боротьбу з бандою басмачів курбаші Раджаббека (Насімбека).

## У ролях
- Саврінісо Сабзалієва — Зейнаб
- Тахір Сабіров — Насімбек
- Юрій Дедович — Караваєв
- Галіб Ісламов — Беков
- Володимир Січкар — Петров
- Сайдо Курбанов — Гул
- Махмуджон Алізода — Санат
- Ірина Калиновська — Ірина
- Ісмат Ашуров — Умар
- Анвар Кенджаєв — Зіє
- Давид Ільябаєв — епізод
- Імомберди Мінгбаєв — епізод
- М. Мірханова — епізод
- Абдусалом Рахімов — епізод
- Нозукмо Шомансурова — мати
- А. Джураєв — батько
- Аслан Рахматуллаєв — епізод
- Абдувадуд Файзієв — начальник штаба
- Юнус Юсупов — Юнус

## Знімальна група
- Режисер — Тахір Сабіров
- Сценарист — Фазлітдін Мухаммадієв
- Оператор — Віктор Мірзаянц
- Композитор — Фаттох Одіна
- Художник — Давид Ільябаєв